# Gladiolus rupicola
Gladiolus rupicola är en irisväxtart som beskrevs av Vaupel. Gladiolus rupicola ingår i släktet sabelliljor, och familjen irisväxter. IUCN kategoriserar arten globalt som livskraftig. Inga underarter finns listade i Catalogue of Life.